# 重松重治

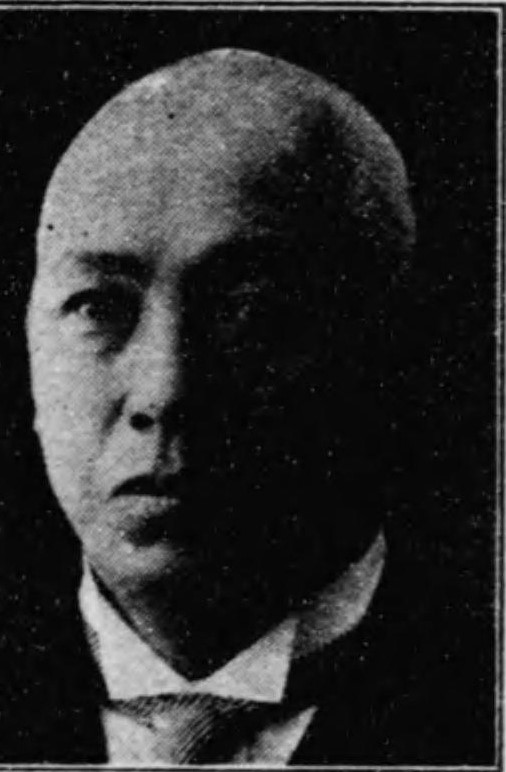
重松重治

重松 重治（しげまつ じゅうじ、（1870年12月24日〈明治3年11月3日〉 – 1943年〈昭和18年〉2月4日）は、明治後期から昭和期の実業家、政治家。衆議院議員。

## 経歴
豊前国宇佐郡江島村（大分県宇佐郡江須賀村、柳ヶ浦村、柳ヶ浦町、長洲町を経て現宇佐市）で、重松和七郎の長男として生まれる。中津の漢学塾で学び、その後、同志社に進んだが一年で中退した。1897年（明治30年）家督を相続。
帰郷して柳ヶ浦村会議員、宇佐郡会議員となる。1911年（明治44年）大分県会議員に選出された。1920年（大正9年）5月の第14回衆議院議員総選挙で大分県第7区から憲政会所属で出馬して当選し、以後、第20回総選挙まで連続7回の当選を果たした。
1897年（明治30年）柳ヶ浦製糸の設立を主導した。1910年（明治43年）大阪の才賀藤吉の協力を得て宇佐電気を設立し、1912年（明治45年）大分水力電気と合併し、さらに1916年（大正5年）九州水力電気と合併した。その他、宇佐郡米穀商業組合長、国東鉄道取締役、柳浦銀行取締役、朝鮮電気取締役、日本窒素肥料取締役、鉄道会議臨時議員なども務めた。

## 脚註